# Mine (Lied)

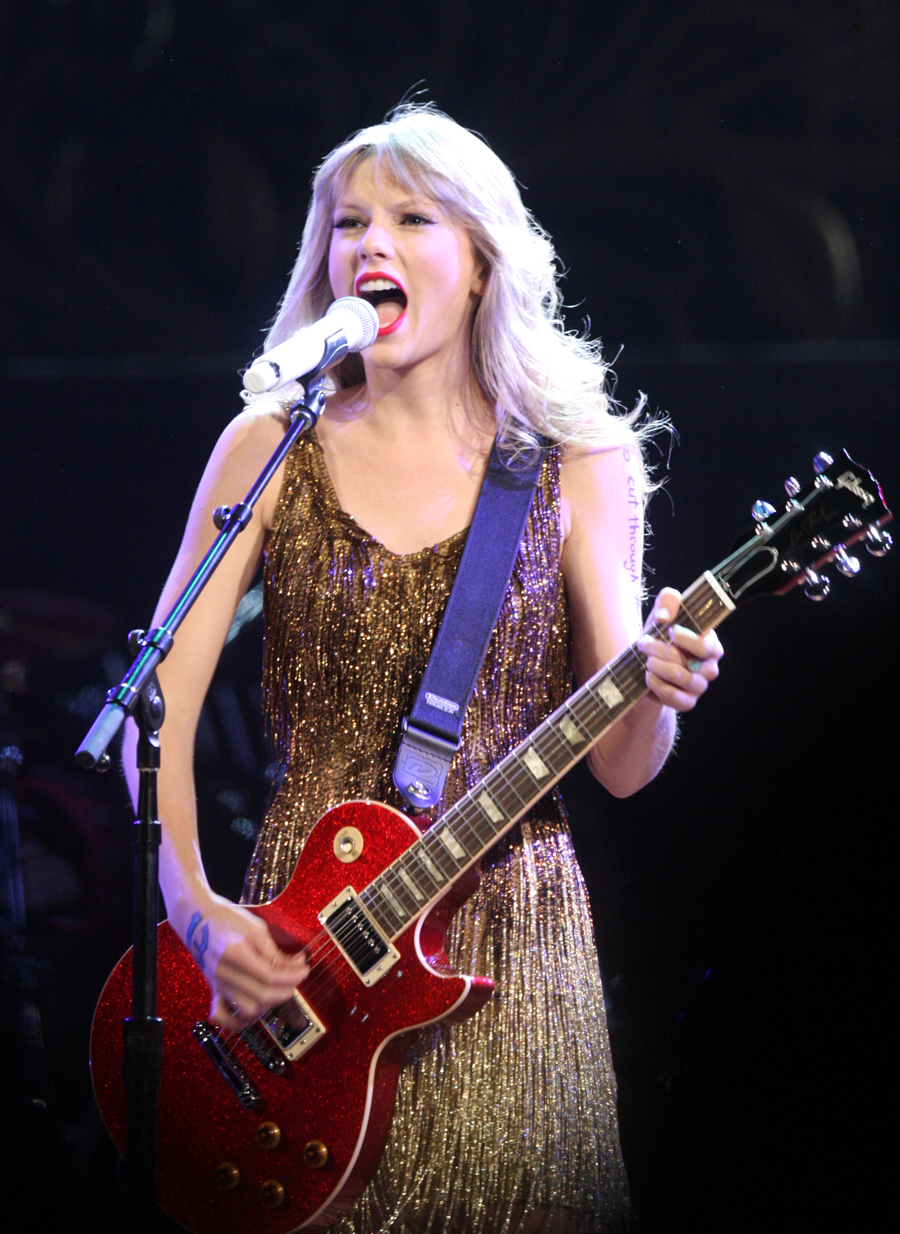
Taylor Swift (2012)

Mine ist ein Country-Pop-Song der US-amerikanischen Sängerin Taylor Swift, der im August 2010 als erste Single aus ihrem im Oktober erschienenen dritten Album Speak Now veröffentlicht wurde. Das Lied erreichte Platz drei der Billboard-Pop- und Platz zwei der Billboard-Country-Charts.

## Entstehung und Veröffentlichung
Das Stück wurde von Swift geschrieben und von ihr und Nathan Chapman produziert. Swift sagte, das Lied handele von ihrer Neigung, „vor der Liebe davonzulaufen“. Die Veröffentlichung der Single war ursprünglich für den 16. August 2010 angesetzt, jedoch wurde das Erscheinungsdatum nach vorne verschoben, nachdem eine Bootleg-Version des Liedes online geleakt wurde. Am 22. Oktober 2010 erschien das Lied als Teil von Swifts dritten Studioalbum Speak Now. Das Musikvideo wurde Anfang Juli in Portland (Maine) gedreht.

## Kommerzieller Erfolg

### Chartplatzierungen
Das Lied erreichte Platz drei der Billboard-Pop- (Hot 100), Platz zwei der Billboard-Country- und Platz eins der Billboard-Adult-Contemporary-Charts sowie Platz 30 in Großbritannien und Platz 57 in Deutschland.
| ChartsChartplatzierungen               | Höchstplatzierung | Wochen |
| -------------------------------------- | ----------------- | ------ |
| Deutschland (GfK)                      | 57 (4 Wo.)        | 4      |
| Schweiz (IFPI)                         | 46 (2 Wo.)        | 2      |
| Vereinigte Staaten (Billboard)         | 3 (23 Wo.)        | 23     |
| Vereinigte Staaten (Billboard Country) | 2 (15 Wo.)        | 15     |
| Vereinigtes Königreich (OCC)           | 30 (4 Wo.)        | 4      |

| ChartsJahrescharts (2010)              | Platzierung |
| -------------------------------------- | ----------- |
| Vereinigte Staaten (Billboard)         | 46          |
| Vereinigte Staaten (Billboard Country) | 38          |

### Auszeichnungen für Musikverkäufe
| Land/Region                  | Auszeichnungen für Musikverkäufe (Land/Region, Auszeichnung, Verkäufe) | Verkäufe  |
| ---------------------------- | ---------------------------------------------------------------------- | --------- |
| Australien (ARIA)            | 3× Platin                                                              | 210.000   |
| Brasilien (PMB)              | Platin                                                                 | 60.000    |
| Japan (RIAJ)                 | Gold                                                                   | 100.000   |
| Kanada (MC)                  | Platin                                                                 | 80.000    |
| Neuseeland (RMNZ)            | Platin                                                                 | 30.000    |
| Südkorea (KMCA)              | —                                                                      | 170.600   |
| Vereinigte Staaten (RIAA)    | 3× Platin                                                              | 3.000.000 |
| Vereinigtes Königreich (BPI) | Silber                                                                 | 200.000   |
| Insgesamt                    | 1× Silber · 1× Gold · 9× Platin ·                                      | 3.850.600 |

Hauptartikel: Taylor Swift/Auszeichnungen für Musikverkäufe/Lieder

## Mine (Taylor’s Version)
Swift nahm das Lied 2023 für ihre Albumneuauflage Speak Now (Taylor’s Version) erneut auf. Die Taylor’s Version erschien zwar nicht als Single, konnte aber aufgrund von Downloads und Musikstreaming die US-Charts erreichen.
| ChartsChartplatzierungen               | Höchstplatzierung | Wochen |
| -------------------------------------- | ----------------- | ------ |
| Vereinigte Staaten (Billboard)         | 15 (1 Wo.)        | 1      |
| Vereinigte Staaten (Billboard Country) | 4 (7 Wo.)         | 7      |

### Auszeichnungen für Musikverkäufe
| Land/Region       | Auszeichnungen für Musikverkäufe (Land/Region, Auszeichnung, Verkäufe) | Verkäufe |
| ----------------- | ---------------------------------------------------------------------- | -------- |
| Australien (ARIA) | Gold                                                                   | 35.000   |
| Brasilien (PMB)   | Gold                                                                   | 20.000   |
| Insgesamt         | 2× Gold ·                                                              | 55.000   |

Hauptartikel: Taylor Swift/Auszeichnungen für Musikverkäufe/Lieder